# Баблер рудоголовий
Ба́блер рудоголовий (Pellorneum ruficeps) — вид горобцеподібних птахів родини Pellorneidae. Мешкає в Південній і Південно-Східній Азії. Виділяють низку підвидів.

## Опис
Довжина птаха становить 15-17 см. Голова верлика, хвіст довгий і вузький. Верхня частина тіла коричнева, тім'я руде або каштанове, над очима широкі світлі "брови". Нижня частина тіла біла, груди і боки поцятковані темними смугами. Самці дещо більші за самиць і сильніше поцятковані. Представники різних підвидів дещо різняться за забарвленням.

## Підвиди
Виділяють двадцять вісім підвидів:
- P. r. olivaceum Jerdon, 1839 — північно-західна Індія;
- P. r. ruficeps Swainson, 1832 — західна і центральна Індія;
- P. r. pallidum Abdulali, 1982 — південно-східна Індія;
- P. r. punctatum (Gould, 1838) — західні Гімалаї;
- P. r. mandellii Blanford, 1871 — від Непалу до Аруначал-Прадешу;
- P. r. chamelum Deignan, 1947 — південь Ассаму і схід Бангладеш;
- P. r. pectorale Godwin-Austen, 1877 — схід Аруначал-Прадешу і північна М'янма;
- P. r. ripleyi Deignan, 1947 — схід Ассаму (Північно-Східна Індія);
- P. r. vocale Deignan, 1947 — Маніпур (Північно-Східна Індія);
- P. r. stageri Deignan, 1947 — північно-східна М'янма;
- P. r. shanense Deignan, 1947 — від східної М'янми до південно-східного Юньнаню;
- P. r. hilarum Deignan, 1947 —центральна М'янма;
- P. r. victoriae Deignan, 1947 — західна М'янма;
- P. r. minus Hume, 1873 — південна М'янма;
- P. r. subochraceum Swinhoe, 1871 — південно-східна М'янма і західний Таїланд;
- P. r. insularum Deignan, 1947 — острови Мьєй[en];
- P. r. acrum Deignan, 1947 — західний і південний Таїланд, північ Малайського півострова;
- P. r. chthonium Deignan, 1947 — північно-західний Таїланд;
- P. r. indistinctum Deignan, 1947 — крайня північ Таїланду;
- P. r. elbeli Deignan, 1956 — Північно-Східний Таїланд;
- P. r. dusiti Dickinson & Chaiyaphun, 1970 — схід центрального Таїланду;
- P. r. oreum Deignan, 1947 — південний Юньнань, північний Лаос і північно-західний В'єтнам;
- P. r. vividum La Touche, 1921 — південно-східний Юньнань, північний і центральний В'єтнам;
- P. r. ubonense Deignan, 1947 — Північно-Східний Таїланд, південний Лаос і північно-східна Камбоджа;
- P. r. deignani Delacour, 1951 — південний В'єтнам і східна Камбоджа;
- P. r. dilloni Delacour, 1951 — крайній південь В'єтнаму і південно-східна Камбоджа;
- P. r. euroum Deignan, 1947 — південний і південно-східний Таїланд, західна Камбоджа;
- P. r. smithi Riley, 1924 — острови Сіамської затоки.

## Поширення і екологія
Рудоголові баблери поширені в Індії, Гімалаях та в Південно-Східній Азії. Вони живуть в густому підліску тропічних лісів, в бамбукових і чагарникових заростях, на плантаціях, в ярах, поблизу річок і струмків. Зустрічаються на висоті від 500 до 1200 м над рівнем моря. Не мігрують.

## Поведінка
Рудоголові баблери живляться безхребетними, яких шукають в підліску. Гніздування відбувається під час сезону дощів. Гніздо куполоподібне з бічним входом, в кладці від 2 до 5 яєць. Пташенята покидають гніздо через 12-13 днів після вилупллення.